# Henrik von Düben
Henrik von Düben, född 22 januari 1817 på Älvgärde, död 27 augusti 1889, var en svensk friherre, possessionat och ölbryggare.

## Biografi
von Düben var son till Joakim von Düben och Maria Margareta Collin. År 1856 inköpte han en tomt i kvarteret Sandbacken i centrala Uppsala. På tomten uppfördes ett brygghus och ett bryggeribolag bildades 1860, vilket han startade tillsammans med bryggmästare Didriksson. Företaget fick namnet von Düben & Co. Han utträdde ur bolaget redan efter några år. Efter att von Düben lämnat verksamheten övertogs hans hälft av Erik Magnus Kellgren. 1865 köptes bryggerifastigheten av Upsala Bayerska Bryggeri AB. Bland anställda hos von Düben & Co. märks Anders Zorns föräldrar. Zorns far var där anställd som bryggmästare och hans mor som buteljsköljerska.
Därutöver var von Düben styrelseledamot av Upsala–Lenna Jernväg.
von Düben gifte sig med Hedvig Christina Sandgren (1830–1898), från vilken han blev skild 1864. Han gifte sig sedan en andra gång med Amalia Matilda Hellgren (1833–1918). I äktenskapen föddes sex barn. Düben var huvudman för sin ätt.